# Lauren Wilkinson
Pour les articles homonymes, voir Wilkinson.
Lauren Wilkinson est une rameuse canadienne née le 17 octobre 1989 à Vancouver.

## Biographie
Aux Jeux olympiques d'été de 2012 à Londres, Lauren Wilkinson obtient la médaille d'argent en huit avec Janine Hanson, Andréanne Morin, Krista Guloien, Rachelle Viinberg, Natalie Mastracci, Ashley Brzozowicz, Darcy Marquardt et la barreuse Lesley Thompson-Willie.

## Palmarès

### Jeux olympiques
- Jeux olympiques d'été de 2012 à Londres,  Royaume-Uni
  -  Médaille d'argent en huit